# Plateilema palmeri
 Plateilema palmeri   Cockerell, 1904 è una specie di piante angiosperme dicotiledoni della famiglia delle Asteraceae (sottofamiglia Asteroideae e tribù Helenieae e sottotribù Plateileminae). Plateilema palmeri è l'unica specie del genere Plateilema Cockerell, 1904 e della sottotribù Plateileminae  B.G.Baldwin, 2000.

## Etimologia
Il nome scientifico del genere (Plateilema) deriva da due parole greche: ”platys” (= ampio) e ”eilema” (= busta, contenitore) e fa riferimento in generale alle ampie brattee dell'involucro della pianta. L'epiteto specifico (palmeri) è stato dato in onore del botanico autodidatta, collezionista di piante e zoologo amatoriale nonché archeologo ed etnologo Edward Palmer (1829/1830 -1911?).
Il binomio scientifico della pianta di questa voce (e del suo genere) è stato proposto dal zoologo e botanico americano Theodore Dru Alison Cockerell  (1866-1948) nella pubblicazione “Bulletin of the Torrey Botanical Club. New York 462” del 1904. Il nome del genere è stato definito nella stessa pubblicazione. La sottotribù Plateileminae è stata definita dal botanico Bruce Gregg Baldwin (1957 - ) nella pubblicazione “Systematic Botany; Quarterly Journal of the American Society of Plant Taxonomists 25(3): 536” del 2000.

## Descrizione
Portamento. L'habitus di queste piante è erbaceo, perenne e del tipo rosulato. Sono inoltre piante senza lattice.
Fusto. I fusti sono eretti e ramificati fin dalla base. L'altezza varia da 5 a 8 cm.
Foglie.  Le foglie sono tutte picciolate di due tipi: quelle basali disposte alla base del fusto e quelle lungo il caule disposte in modo alternato. La lamina ha una forma da obovata a oblanceolata con contorno pennato (con denti o lobi). La superficie può essere debolmente ispida con ghiandole puntate. Dimensione delle foglie: larghezza 12 – 18 mm; lunghezza 30 – 50 mm.
Infiorescenza. Le sinflorescenze sono scapose. Le infiorescenze vere e proprie sono composte da un capolino terminale peduncolato di tipo generalmente radiato o discoide, normalmente con fiori eterogami. I capolini sono formati da un involucro, con forme da campanulate, composto da diverse brattee, al cui interno un ricettacolo fa da base ai fiori di due tipi: fiori del raggio e fiori del disco. Le brattee, da 8 a 12, piatte e a consistenza erbacea, sono disposte in modo più o meno embricato su 2 serie; sono connate alla base ed hanno una forma ovata; sono inoltre colorate di grigio-verde con una superficie scarsamente ispida. Il ricettacolo è piatto (o lievemente convesso) e privo di pagliette a protezione della base dei fiori. Diametro dell'involucro: 7 – 9 mm. Lunghezza delle brattee: 8 – 10 mm.
Fiori.  I fiori sono tetra-ciclici (formati cioè da 4 verticilli: calice – corolla – androceo – gineceo) e pentameri (calice e corolla formati da 5 elementi). Si distinguono in:
- fiori del raggio (esterni): da 8 a 12, sono femminili, fertili e sono disposti su una o più serie; la forma è ligulata (zigomorfa);
- fiori del disco (centrali): sono più numerosi (da 40 a 60) con forme brevemente tubulose (attinomorfe); sono ermafroditi.

- Formula fiorale:

*/x K {\displaystyle \infty }, [C (5), A (5)], G 2 (infero), achenio 
- Calice: i sepali del calice sono ridotti ad una coroncina di squame.

- Corolla: la corolla dei del raggio è ligulata con tre/quattro lobi terminali; è colorata di giallo sulla faccia superiore  (con 4 – 5 nervature violacee), mentre è colorata di rosa o porpora sulla faccia sottostante. La corolla dei fiori del disco è tubulosa a 5 lobi, colorata variamente di giallo e glabra mentre i lobi sono sparsamente pubescenti sulla faccia abassiale con tricomi con punte mucronate. Non sono presenti cellule sclerificate. Lunghezza dei fiori ligulati: 7 – 8 mm. Lunghezza dei fiori tubulosi: tubo 0.8 – 1 mm; gola 2,5 – 3 mm; lobi 0,5 – 0,8 mm.

- Androceo: l'androceo è formato da 5 stami sorretti da filamenti generalmente liberi; gli stami sono connati e formano un manicotto circondante lo stilo. Le antere sono prive di coda e con appendici dalle forme da ovate a rotonde; le cellule delle appendici sono per lo più sclerificate. Il tessuto endoteciale, rivestimento interno dell'antera, è quasi sempre polarizzato con due superfici distinte: una verso l'esterno e una verso l'interno. Il polline è sferico con un diametro medio di circa 25 micron;  è tricolporato con tre aperture sia di tipo a fessura che tipo isodiametrica o poro ed è echinato con punte sporgenti e divergenti.

- Gineceo: l'ovario è infero uniloculare formato da 2 carpelli. Lo stilo è unico e bifido: ossia due stigmi sui quali sono presenti delle papille con piccole punte mucronate; gli apici degli stigmi sono ottusi. Le linee stigmatiche sono marginali.[14]

- Fioritura: in aprile.

Frutti.I frutti sono degli acheni con pappo. Gli acheni sono soggetti a dimorfismo: quelli relativi ai fiori del raggio hanno una forma da obcompressa a obconica a sezione triangolare (con tre lati) e con superficie essenzialmente glabra; quelli relativi ai fiori del disco hanno una forma clavata con sezione quadrata e sono anch'essi glabri. Il pappo è formato da 5 – 8 scaglie quadrate (o ovate) con apici ottusi, bifidi o erosi. Lunghezza degli acheni: 3 – 4 mm. Lunghezza del pappo: 1,5 – 2 mm.

## Biologia
Impollinazione: l'impollinazione avviene tramite insetti (impollinazione entomogama tramite farfalle diurne e notturne).

Riproduzione: la fecondazione avviene fondamentalmente tramite l'impollinazione dei fiori (vedi sopra).

Dispersione: i semi (gli acheni) cadendo a terra sono successivamente dispersi soprattutto da insetti tipo formiche (disseminazione mirmecoria). In questo tipo di piante avviene anche un altro tipo di dispersione: zoocoria. Infatti gli uncini delle brattee dell'involucro (se presenti) si agganciano ai peli degli animali di passaggio disperdendo così anche su lunghe distanze i semi della pianta. Inoltre per merito del pappo (se presente) il vento può trasportare i semi anche a distanza di alcuni chilometri (disseminazione anemocora).

## Distribuzione e habitat
La distribuzione di questa specie va dal Messico (aree del nord-ovest) al Texas (USA). Predilige suoli calcarei. Da un punto di vista altitudinale può raggiungere i 1100 – 1200 m s.l.m..<name=eFloras/>

## Sistematica
La famiglia di appartenenza di questa voce (Asteraceae o Compositae, nomen conservandum) probabilmente originaria del Sud America, è la più numerosa del mondo vegetale, comprende oltre 23.000 specie distribuite su 1.535 generi, oppure 22.750 specie e 1.530 generi secondo altre fonti (una delle checklist più aggiornata elenca fino a 1.679 generi). La famiglia attualmente (2021) è divisa in 16 sottofamiglie; la sottofamiglia Asteroideae è una di queste e rappresenta l'evoluzione più recente di tutta la famiglia.

### Filogenesi
La tribù di questa voce (Helenieae) è una delle 21 tribù della sottofamiglia Asteroideae). Da un punto di vista filogenetico, Helenieae, all'interno della sottofamiglia, fa parte del gruppo "Helianthodae" (o anche “Heliantheae Alliance”).
Questo gruppo si distingue soprattutto per le brattee involucrali disposte su 1 – 3 serie, per le teche delle antere che sono spesso annerite e senza speroni e code, per la presenza di peli sotto la divisione dello stilo, per i rami dello stilo (gli stigmi) s'incurvano a maturità e per le appendici dello stilo che sono solitamente più corte della porzione stigmatica (tranne in Eupatoriaea).
Nell'ambito della tribù la Plateileminae occupa una posizione centrale e è "sorella" del gruppo Gaillardiinae-Tetraneuriinae.
I caratteri distintivi della specie Plateilema palmeri sono:
- il ricettacolo è privo di pagliette, se sono presenti si trovano solamente ai suoi margini;
- i margini dei lobi della corolla sono venati; le venature non sono fusi insieme all'apice.

### Sinonimi
Sono elencati alcuni sinonimi per questa entità:
- Actinea palmeri B.L.Rob.
- Actinella palmeri  A.Gray